# Kunst- und Museumsbibliothek der Stadt Köln
Die Kunst- und Museumsbibliothek der Stadt Köln (KMB) ist mit über 500.000 Bänden eine der weltweit größten öffentlichen Bibliotheken zur modernen Kunst und Fotografie. Sie ging 1957 aus den Bibliotheken des Wallraf-Richartz-Museum und der des Kunstgewerbemuseums hervor. Im August 2013 wurde die Bibliothek in die Rote Liste Kultur des Deutschen Kulturrates aufgenommen und in die Kategorie 2 als gefährdet eingestuft.
Seit 2004 ist die promovierte Kunsthistorikerin Elke Purpus als Nachfolgerin von Karl Stamm Direktorin der Spezialbibliothek.
Die Bibliothek ist öffentlich zugänglich und ihre Bestände können in den beiden Lesesälen (im Museum Ludwig und im Museum für angewandte Kunst) genutzt werden.
Der Rat der Stadt Köln hatte in seiner Sitzung am 10. September 2009 beschlossen, in dem zu errichtenden Neubau des am 3. März 2009 eingestürzten Historischen Archivs der Stadt am Eifelwall unweit der Universität zu Köln auch die Kunst- und Museumsbibliothek und das Rheinische Bildarchiv unterzubringen.
Am 18. Juli 2013 wurde die Verwaltung vom Rat der Stadt Köln mit der Fortsetzung der Planungen für den Neubau des Historischen Archivs mit Rheinischem Bildarchiv auf dem Grundstück Eifelwall ohne die Kunst- und Museumsbibliothek beauftragt.

## Geschichte

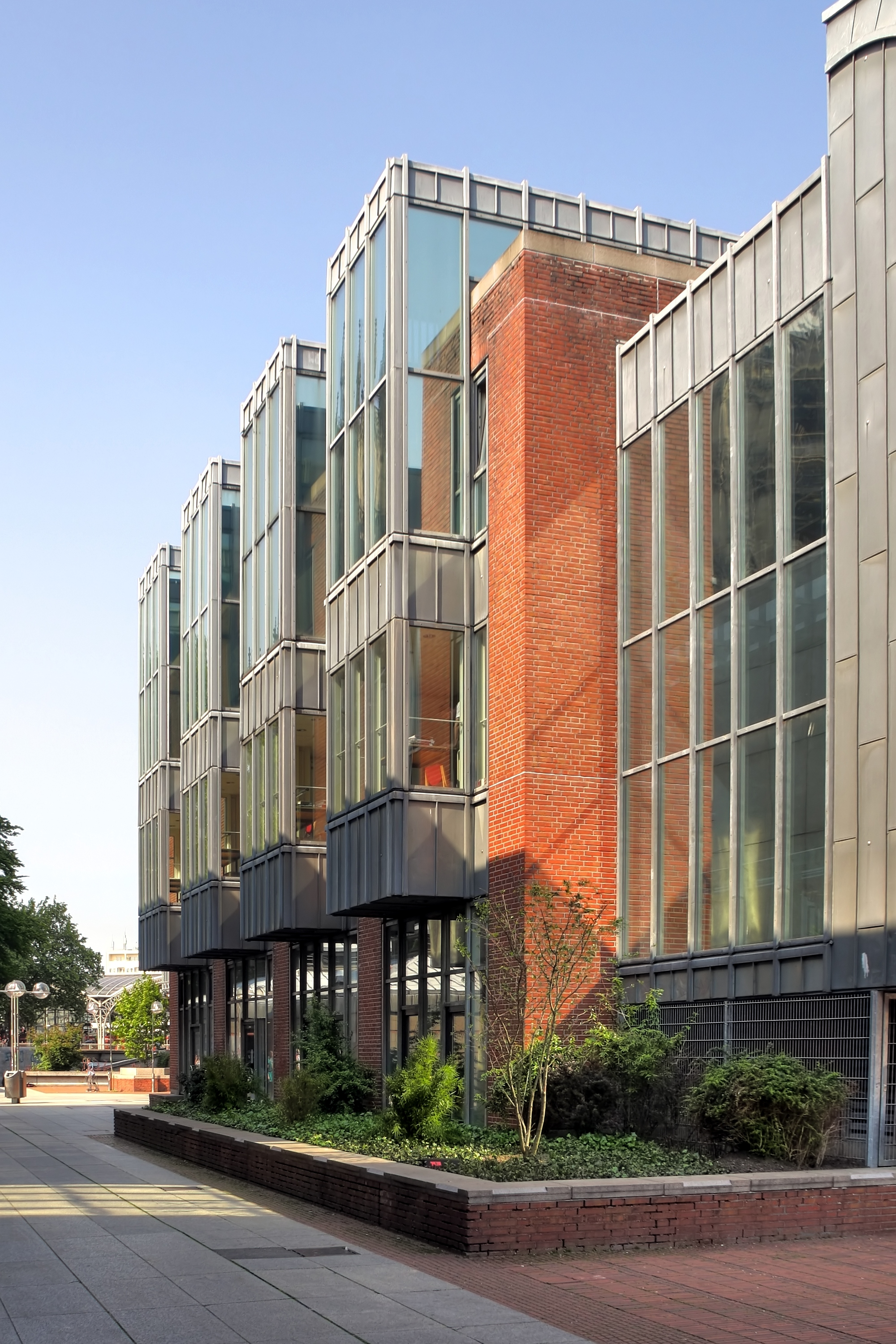
Museum Ludwig: Hinter den Fenstern in der ersten Etage befindet sich der Lesesaal, im Mai 2009.

Die Bibliothek ging 1957 aus ihren beiden Vorgängerbibliotheken, der Bibliothek des Wallraf-Richartz-Museums und der des Kunstgewerbemuseums (heute Museum für Angewandte Kunst), hervor. In den 1960er-Jahren wurde der Bestand dieser neuen Bibliothek katalogisiert. Die späte Katalogisierung bot die Chance, den gesamten Bibliotheksbestand in einem damals einzigartigen Projekt in Zusammenarbeit mit dem Deutschen Rechenzentrum in Darmstadt mittels EDV zu erfassen. Die KMB leistete damit auf diesem Gebiet in Deutschland wichtige Pionierarbeit.
In den 1970er-Jahren wurde die Bibliothek wegen Raumnot auf drei Standorte verteilt.
Die Verwaltung zog in die Kolumbastraße, der Lesesaal verblieb im damaligen Wallraf-Richartz-Museum und Teile des Magazins sowie die Buchbinderei wurden in den Kattenbug verlegt, wo sich beide, samt der Verwaltung, noch heute befinden. Ein eigenes Gebäude für die KMB wurde geplant, doch das Projekt nach Baubeginn wieder gestoppt. Es begann die Förderung der Sammelschwerpunkte durch die Deutsche Forschungsgemeinschaft.
1974 wurde das Rheinische Bildarchiv organisatorisch an die KMB angegliedert. Seit 2012 ist es direkt dem Kulturdezernenten unterstellt.
Ende der 1970er-Jahre wurden der KMB die Bruno-Uhl-Bibliothek der Deutschen Gesellschaft für Photographie und die Bibliothek des Agfa Foto-Historamas übergeben.
1986 wurde im Neubau des Museum Ludwigs ein weiterer Lesesaal eingerichtet.
Im Jahr 2000 wurde der gesamte Katalog der Bibliothek online gestellt. Damit war sie eine der ersten deutschen Kunstbibliotheken, deren gesamter Bestand (mit Ausnahme der Auktionskataloge) über das Internet jederzeit recherchierbar ist.
2005 übernahm die KMB die Bibliotheken von George Brecht und Bernard Schultze, 2006, im Rahmen des 50-jährigen Jubiläums des Museum Ludwig, übergab Irene Ludwig ihre Arbeitsbibliothek der KMB.
2010 war die Bibliothek durch Sparmaßnahmen der Stadtverwaltung von der Schließung und Zerschlagung der Bestände bedroht. Der Verein der Freunde der Kunst- und Museumsbibliothek rief zu einer Unterschriftensammlung auf, um den verantwortlichen Politikern die Notwendigkeit der Erhaltung der KMB zu verdeutlichen. Anlässlich der Trauerfeier der Ende 2010 verstorbenen Mäzenin Irene Ludwig beendete Bürgermeister Jürgen Roters die Diskussion um die Schließung und gab die Entscheidung über den Bestand der Bibliothek bekannt.

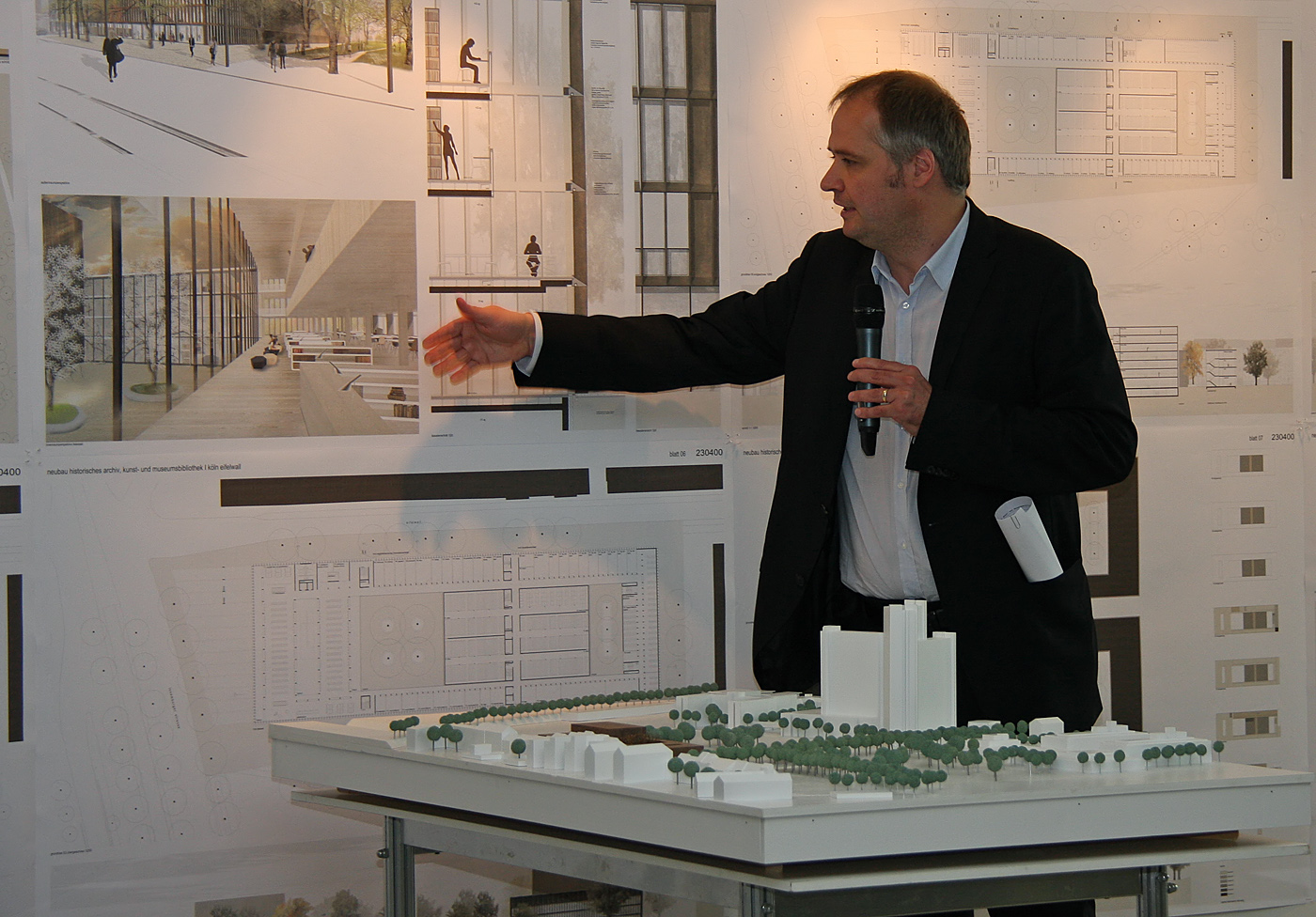
Wettbewerbsgewinner Felix Waechter erläutert seinen Entwurf. (2011)

Bereits seit 2009 war geplant, einen Neubau für das zerstörte Historischen Archiv im Stadtteil Neustadt-Süd für eine gemeinsame Nutzung mit der KMB und dem Rheinischen Bildarchiv zu planen. Der 2011 als Gewinner aus einem Wettbewerb hervorgegangene Architektenentwurf des Büros Waechter + Waechter in Darmstadt sah rund 10.400 Quadratmeter Nutzungsfläche für die Bibliothek vor.
2014 entschied der Rat der Stadt Köln endgültig, den Neubau des Historischen Archivs mit dem Rheinischen Bildarchiv, aber ohne Kunst- und Museumsbibliothek zu errichten.
Im Mai 2015 unterzeichneten die Stadt Köln und die Universität Köln die im Rat der Stadt Köln im Dezember 2014 verabschiedete Vereinbarung zum gemeinsamen Betrieb der „Zentralbibliothek für Kunst und Kunstgeschichte“. Eine Lösung für die Raumproblematik wird weiter gesucht.
Da der Mietvertrag für das Gebäude Am Kattenbug im Sommer 2025 ausläuft, wird es für mindestens drei Jahre zwei Interimsstandorte in Ehrenfeld (Büros für Mitarbeitende, Buchbindewerkstatt und Teile der Bestände) und in Gremberghoven (Teile der Bestände) geben.

## Bestand
Der Bestand umfasst über 550.000 Bände, über 9.000 Zeitschriftentitel, davon ca. 500 laufende Abonnements von Zeitschriften und Museumsperiodika, und Dossiers zu über 100.000 Künstlerinnen und Künstlern (Stand: Juni 2023).

### Altbestände
Trotz einer primären Ausrichtung auf Moderne Kunst befinden sich in der KMB sieben Inkunabeln, 100 Drucke des 16. Jahrhunderts, 140 Drucke des 17. Jahrhunderts und entsprechend mehr des 18. und 19. Jahrhunderts, teils aus dem Grundbestand, teils aus Geschenken an die Bibliothek.

## Nutzung
Die Bestände können in den beiden Lesesälen genutzt werden. Im Lesesaal im Museum Ludwig findet sich Literatur zur bildenden Kunst vom Mittelalter bis zur Gegenwart,
im Lesesaal im Museum für Angewandte Kunst sind die Bestände zum Kunstgewerbe und zur Fotografie aufgestellt.
Teile des Bestandes sind aufgrund von Platzmangel ausgelagert, können aber in die Lesesäle bestellt werden.
Zeitschriftenaufsätze können seit Ende 2008 über den Dokumentenlieferdienst Subito bestellt werden.

## Sammelschwerpunkte
Die von der Deutschen Forschungsgemeinschaft geförderten Sammelschwerpunkte in der KMB sind „Bildende Kunst des 20. und 21. Jahrhunderts“, „Kunst der BeNeLux-Länder“ und „Bildleistungen der Fotografie und des Films“. Eine Untersuchung der DFG ergab für die Bestände in den Sammelschwerpunkten einen 45-prozentigen Unikatbestand in Deutschland.
Zusätzlich sammelt die KMB Bestands-, Ausstellungs- und Auktionskataloge.

### Bildende Kunst des 20. und 21. Jahrhunderts
Nach einer Schenkung Peter Ludwigs an das Wallraf-Richartz-Museum begann die KMB verstärkt mit der Sammlung von Literatur zur Modernen Kunst. Durch den so entstandenen Schwerpunkt wurde die KMB im Rahmen der Arbeitsgemeinschaft der Kunstbibliotheken von der DFG 1972 mit diesem Sammelschwerpunkt für die verteilte Fachbibliothek Kunstgeschichte beauftragt. Durch ein großes Netzwerk mit Galerien, Kunstvereinen, Museen etc. kann eine Vielzahl an Publikationen, darunter auch eine große Zahl an Grauer Literatur gesammelt werden.

### Kunst der BeNeLux-Länder
Bei der Festlegung der Sammelschwerpunkte in der Arbeitsgemeinschaft der Kunstbibliotheken wurden neben inhaltlichen auch geographisch gewachsene Strukturen berücksichtigt. So unterstützte, neben dem guten Kunstbestand der Kölner Museen zu diesen Ländern, auch die geographische Nähe zu den Ländern Belgien, Niederlande und Luxemburg die Vergabe dieses Sammelschwerpunktes an die KMB.

### Bildleistungen der Fotografie und des Films
Durch die Übergabe der Bruno-Uhl-Bibliothek der deutschen Gesellschaft für Photographie als Dauerleihgabe an die KMB (heute mit einem Bestand von über 8.000 Bänden) und der Bibliothek des Agfa-Foto-Historamas, die mit ca. 2.500 Bänden an die KMB kam, wurde der Grundstock für eine der weltweit größten öffentlich zugänglichen Fotografiebibliotheken gelegt. So wurde die KMB 1978 um den seit 1976 von der DFG geförderten Sammelschwerpunkt „Bildleistungen der Fotografie und des Films“ erweitert.
Der Bestand zu diesem Schwerpunkt wächst durch Stiftungen, Schenkungen und Erwerbungen mit Unterstützung der Deutschen Forschungsgemeinschaft (DFG) jährlich um ca. 2.500 Bände und umfasst aktuell (2007) über 40.000 Bände. Zusätzlich verfügt die KMB über 1.255 Zeitschriften zum Thema, davon 82 laufende Abonnements.

### Autodidaktische Kunst, Art Brut und sogenannte Outsider Art
Durch die Schenkung der Bibliotheken von Charlotte Zander und Susanne Zander besitzt die Kunst- und Museumsbibliothek Köln eine international einzigartige Spezialbibliothek zu den Themenfeldern Autodidaktische Kunst, Art Brut und sogenannte Outsider Art. Zusammen mit der Schenkung des Archivs von Charlotte Zander an das ZADIK und dem Projektraum der Sammlung Zander wird Köln zu einem Zentrum für die Forschung und Dokumentation zu diesen Themenfeldern.

### Weitere Sammelschwerpunkte

#### Bestands- und Ausstellungskataloge
Die Bibliothek verfügt über eine große Sammlung nationaler und internationaler Bestands- und Ausstellungskataloge. Besonders Kataloge aus Köln werden dabei gesammelt und archiviert.

#### Auktionskataloge
Die Bibliothek verfügt über 45.000 Auktionskataloge vom 19. Jahrhundert bis heute, die allerdings nicht im Katalog der KMB verzeichnet sind.

#### Kunstgewerbe
Aufgrund der engen Zugehörigkeit zum Museum für angewandte Kunst wurde und wird der Bestand der Literatur zum Kunstgewerbe besonders gepflegt.

## Sonderausstellungen
- 2016: Zeichnerische Übernahme. Künstlerbücher von Rolf Jahn
- 2016: Heldenbücher, Eiserne Bücher, Ehrenchroniken. Bücher als Denkmäler des I. Weltkriegs
- 2017: Thomas Kling. Double Exposure
- 2017: Helga Elben. Götter, Helden und andere Menschen
- 2017: Alternative Fakten. Künstlerbücher von Studierenden der Alanus Hochschule für Kunst und Gesellschaft
- 2017: Das Projekt STOLPERSTEINE. Ein KunstDenkmal als Bürgerbewegung
- 2017/18: Alle Jahre wieder...Gestaltete Karten zu Weihnachten und zum Jahreswechsel aus der Sammlung Barbara und Horst Hahn
- 2018: Rund um den Punkt. Buchkunst aus der Sammlung Julia Vermes zu Punkt, Kreis, Loch.
- 2018: nichts prinzipiell Unerkennbares; nur Nochnichterkanntes. Steffen Missmahl Künstler-Bücher, -Hefte & -Schachteln.
- 2018: facettenreich und unerwartet. Buchgebilde. Künstlerbücher und Objekte von Friederun Friederichs.
- 2018/19: Christoph Mauler. Geste Film Figur – Arbeiten aus dem Archive Artist Publications.
- 2019: Rekonstruktion des Universums. Zeitgenössische russische Künstlerbücher
- 2019: big data. Buchkunst von Studierenden der Alanus Hochschule für Kunst und Gesellschaft
- 2019: tunke den finger ins tintenmeer... Ein Maler schreibt. Max Ernst und das Buch.
- 2019: Wienand. Kunst in Büchern seit 1949.
- 2019/20: Gerhard Rühm. Am Anfang war das Wort. Bücher der besonderen Art
- 2020: Inselwelt. Buchkunst aus der Sammlung Julia Vermes
- 2020: Fuhrwerkswaage Kunstraum „Das Einzige, was bleibt“. Katalogreihen und Einzelausgaben aus den ersten 40 Jahren.
- 2020: Was ist das, was sich „Die Schwarze Lade“ nennt.
- 2020: Dorissa Lem - SOLITÄR.
- 2021: Castellibri. Künstlerbücher und Buchobjekte von Dietmar Pfister.
- 2021: Seitenaufenthalt. Booklet-Ausstellung von Studierenden der Kunstakademie Münster.
- 2021: Serge Chamchinov & Anne Arc. Jazzband der Künstlerbücher. Zum 100. Jahrestag von den Festen von Angst und Schmerz von Paul van Ostaijen.
- 2022: Der etwas andere Kunstkatalog. Kataloge als Künstlerbücher aus der Sammlung von Julia Vermes[10][11]
- 2022: Objektbücher - Buchobjekte. Sammlung Helmut Schäfer
- 2023: 21. Internationaler Bucheinbandwettbewerb für Auszubildende[12]
- 2023: Visualisieren. Das Buch und die Künste in der Arbeit René Bölls
- 2023: 22. Internationaler Bucheinbandwettbewerb für Auszubildende
- 2023: Ein Raum für BuchKunst. Die Ausstellungen der Kunst- und Museumsbibliothek der Stadt Köln (2004–2023)
- 2023/24: Literatur und Kunst. Wolfgang Hake Verlag
- 2024: Gedruckt, um zu bleiben! Flyer und mehr aus der Sammlung Ingrid Blom-Böer
- 2024: Buchkunst und lateinamerikanische Literatur – Eine Begegnung. Künstlerbücher aus der Sammlung Klaus Küpper
- 2024: Neuerwerbungen der Kunst- und Museumsbibliothek Köln
- 2024: Jürgen Partenheimer. Der Schein der Dinge. Künstlerbücher 1970 - 2023
- 2024: International Artist’s Book Triennial Vilnius
- 2025: Zeitungskunst. Sammlung Helmut Schäfer
- 2025: Handgeschöpft: Die Poesie des Papiers. Buchkunst von John Gerard
- 2025: Deutscher Fotobuchpreis Jahrgang 24|25
- 2025: Neuerwerbungen der Kunst- und Museumsbibliothek Köln
- 2025: 24. Internationaler Bucheinbandwettbewerb für Auszubildende